# Bellamya robertsoni
Bellamya robertsoni es una especie de molusco gasterópodo de la familia Viviparidae en el orden de los Mesogastropoda.

## Distribución geográfica
Se encuentra en Malaui y Mozambique.